# Cơ dưới khuỷu
Cơ dưới khuỷu (tiếng Anh: Articularis cubiti) là cơ của khuỷu tay.
Theo một số nguồn, cơ này được coi là một phần của cơ tam đầu cánh tay.
Cơ dưới khuỷu được xếp vào cơ thuộc ô cánh tay sau.